# Boxholmshus
AB Boxholmshus är det kommunala bostadsbolaget i Boxholms kommun.

## Boxholms simhall
Boxholms simhall började byggas sommaren 1974 och i april 1975 var bygget helt färdigt efter 200 arbetsdagar. Invigningen av simhallen skedde den 25 maj 1975 av kung Carl XVI Gustaf.
I byggnaden finns två stycken bassänger en stor och en liten. Den största bassäng som är 25 x 8,5 m, med ett högsta djup på 1,8 m respektive ett lägsta djup på 1,1 m. Den lilla bassängen, så kallade "barnbassängen", med måtten 4 x 6 m, den är mellan 0,6 och 0,8 m djup. 